# Дражня (Могилёвская область)
Дра́жня (бел. Дра́жня) — деревня в составе Протасевичского сельсовета Осиповичского района Могилёвской области Республики Беларусь.

## Этимология
Дражня является названием-термином, обозначающим «производственное здание, где велись дражные работы (долбёжные работы по дереву)». Также возможно образование от основы «драза», «дразга» («кусты», «сырая чаща») или укороченной формы названия Деражня.

## Географическое положение
Деревня расположена в 16 км на северо-запад от Осиповичей, в 2 км от ж/д станции Верейцы на линии Осиповичи — Минск и в 149 км от Могилёва. На северо-востоке Дражня граничит с лесом. Между деревней и районным центром пролегает автодорога. Планировку деревни составляет одна прямолинейная улица, которая трассирована перпендикулярно к железной дороге. Застройку деревни, в юго-западной части расчленённая проездом, преимущественно составляют деревянные дома усадебного типа. Часть строений Дражни обособлена на севере.

## История
Известная по письменным источникам с XVIII, в состав Российской империи Дражня вошла после второго раздела Речи Посполитой (1793 год). В 1797 году деревня упомянута как в составе Бобруйского уезда Минской губернии как собственность Д. Радзивилла. В 1847 году в деревни, уже владении князя Витгенштейна, находились мельница, винокурня, заездный дом. В 1907 году Дражня относилась к Замошской волости Бобруйского уезда, имела магазин и корчму. С февраля по ноябрь 1918 года деревня была оккупирована германскими войсками, с августа 1919 по июль 1920 года — польскими. Колхоз «Большевик» был организован здесь в 1930 году. В 1940 году из деревень Дражня Старая и Дражня Новая был создан один населённый пункт.
Во время Великой Отечественной войны Дражня была оккупирована немецко-фашистскими войсками с конца июня 1941 года по 29 июня 1944 года. От рук оккупантов погибли 5 жителей; на фронте погибли 13 жителей.
В 1905 году в Дражне была открыта земская школа, первоначально размещённая в съёмном крестьянском доме. В 1908 году школа получила собственное здание, которое было сожжено во время польской оккупации и затем быстро заново отстроено. В 1925 году обучалось 94 ученика и имелась библиотека. На данный момент в деревне имеются в наличии клуб и ФАП.

## Население
- 1797 год — 153 мужчины[1]
- 1847 год — 338 человек, 50 дворов[1]
- 1907 год — 71 человек, 9 дворов (Дражня Старая), 123 человека, 18 дворов (Дражня Новая)[1]
- 1917 год — 85 человек, 13 дворов (Дражня Старая), 146 человек, 25 дворов (Дражня Новая)[1]
- 1926 год — 127 человек, 22 двора (Дражня Старая), 168 человек, 28 дворов (Дражня Новая)[1]
- 1940 год — 199 человек, 44 двора[1]
- 1959 год — 236 человек[1]
- 1970 год — 215 человек[1]
- 1986 год — 120 человек, 51 хозяйство[1]
- 2002 год — 82 человека, 37 хозяйств[1]
- 2007 год — 67 человек, 30 хозяйств[1]

## Комментарии
1. ↑  Название и ударение даны по: Назвы населеных пунктаў Рэспублікі Беларусь: Магілёўская вобласць: нарматыўны даведнік / І. А. Гапоненка і інш.; пад рэд. В. П. Лемцюговай. — Минск: Тэхналогія, 2007. — С. 66. — 406 с. — ISBN 978-985-458-159-0.; Гарады і вёскі Беларусі / Рэдкал. Г. П. Пашкоў і інш. — Мінск: Беларус. Энцыкл. імя П. Броўкі, 2008. — Т. 5, кн. 1. Магілёўская вобласць. — С. 97. — 728 с. — ISBN 978-985-11-0409-9..